# Riven: Il seguito di Myst
Riven: Il seguito di Myst è un videogioco di genere avventura grafica, sviluppato da Cyan Worlds e pubblicato da Red Orb Entertainment nel 1997. Sequel di Myst, fu diretto da Robyn e Rand Miller e Richard Vander Wende.
Riven è il nome dell'Era nella quale si svolge la maggior parte del gioco. Nel gioco questa è la quinta Era scritta da Gehn, padre di Atrus, e come tutte le Ere di Gehn è instabile e destinata a morire. Gehn si riferisce freddamente a Riven chiamandola semplicemente La Quinta Era.
"Riven" è anche una parola inglese che significa "separato, diviso o scisso in maniera violenta". Questa definizione è perfettamente applicabile all'Era, separata e devastata dalle sue instabilità e fisicamente suddivisa in cinque isole separate.
Un libro intitolato From Myst To Riven racconta lo sviluppo del gioco dopo l'enorme ed inaspettato successo di Myst.

## Motore
Riven venne inizialmente distribuito sulle piattaforme PC su 5 CD e in seguito ripubblicato in un singolo DVD con un video di making-of di 14 minuti, mentre per quanto riguarda la versione Playstation venne distribuita solo su 5 CD, mentre su Saturn venne distribuito su 4 CD. Lo stile di gioco di Riven è lo stesso di Myst, nel quale il giocatore clicca su oggetti e direzioni in schermate pre-renderizzate con occasionali video, ma la grafica è notevolmente migliorata con l'aggiunta di molte immagini in movimento. È ritenuto dai giocatori della saga di Myst come il più bello e difficile gioco della serie.
La risoluzione a schermo del videogioco e per PC è di 640x480 pixel con rapporto d'aspetto 4:3, anche se le immagini di gioco hanno una risoluzione di 608x436 pixel e quindi sono contornate da un bordo nero.

## Trama
Sebbene Riven sia il seguito di Myst, i suoi eventi si legano molto strettamente anche a quelli narrati nel romanzo Myst: The Book of Atrus, di cui riprende e collega molte sottotrame incompiute. Riven comincia nel preciso momento in cui Myst era terminato, nella cripta di K'veer in D'ni dove Atrus era rimasto imprigionato fino all'arrivo dello Straniero. Il giocatore riprende nuovamente il ruolo di questo personaggio amico di Atrus. Atrus ha bisogno infatti dell'aiuto dello Straniero per liberare sua moglie Catherine intrappolata da Gehn, padre folle di Atrus, che si è proclamato Dio di Riven, e regna dispoticamente e crudelmente sui suoi abitanti.
Atrus ha bisogno che lo Straniero si colleghi a Riven, liberi Catherine, e intrappoli Gehn, e a tal scopo gli fornisce un libro-prigione: un libro di collegamento che assomiglia ad un libro per raggiungere D'ni, è in realtà una trappola. Atrus dice allo Straniero che deve intrappolare Gehn nel libro, trovare e liberare Catherine, e quindi fargli un segnale, e senza altra spiegazione manda lo Straniero nel morente mondo di Riven.
Lo Straniero riuscirà infine nei compiti affidatigli: Catherine viene trovata in una piccola isola accessibile solo dallo studio di Gehn sulla 233a Era di Gehn, viene liberata, Gehn viene intrappolato, e Atrus chiamato. Prima della definitiva distruzione dell'Era di Riven, gli abitanti liberati si rifugiano su Tay, Atrus e Catherine ritornano su Myst, e lo Straniero cade nella Fenditura Stellare, tornando così nel proprio mondo.

## Cultura d'ni
Riven si basa sulla storia retrostante il gioco di Myst e i primi due romanzi, e la espande. In Riven ci sono varie informazioni e indizi riguardo alla storia, come il diario di Gehn e i dipinti disseminati per l'Era.
Il gioco introduce anche informazioni riguardo alla lingua e alla cultura d'ni. La lingua d'ni viene presentata per la prima volta in Riven, sia in forma scritta (l'alfabeto d'ni nella scuola) che in forma parlata (il povero Cho, un Rivanese a cui Gehn ha insegnato qualche semplice frase in d'ni). Nel gioco sono anche presentati il celebre sistema numerico d'ni e un sistema di simboli usato per descrivere i colori, che il giocatore deve decifrare per riuscire a terminare il gioco.

## Ere
A differenza di quanto accadeva in Myst, il fulcro del gioco non è quello di viaggiare continuamente da un'Era all'altra: quasi tutta l'avventura avviene sull'Era di Riven e sulle sue cinque isole, col giocatore che cerca di risolvere puzzle per accedere alle varie parti del mondo e trovare gli indizi che gli servono a completare il gioco. Comunque, essendo un gioco della Saga di Myst, la meccanica dei libri di collegamento è presente, e il giocatore si trova a visitare le seguenti Ere:
- D'ni (K'veer), l'Era di partenza
- Riven o la 5a Era di Gehn, dove si svolge l'avventura principale
- la 233a Era di Gehn, il quartier generale di Gehn
- Tay o l'Era dei Ribelli Moiety

## Riven e la Saga di Myst
Una buona parte del romanzo Myst: The Book of Atrus è ambientata su Riven. Il libro è ambientato cronologicamente 20 anni prima degli eventi di Myst, e Riven può essere considerato il suo sequel, fornendo una conclusione alla storia dei suoi protagonisti. Il libro non è però necessario per completare e apprezzare fino in fondo il gioco.
Il libro descrittivo di Riven appare nello studio di Atrus su Tomahna all'inizio di Myst III: Exile, ma l'immagine che dovrebbe presentare l'Era è nera, segno che a quel tempo (dieci anni dopo gli eventi narrati allora) Riven è stato completamente distrutto. Il libro ha come simbolo sulla copertina il numero D'ni "5", essendo la quinta delle Ere create da Gehn.
Oggetti e immagini di Riven ricompaiono in RealMyst, Uru: Ages Beyond Myst, e End of Ages.